# 588
Cette page concerne l'année 588  du calendrier julien. Pour l'année 588 av. J.-C., voir 588 av. J.-C.
L'année 588 est une année bissextile qui commence un jeudi.

## Événements

### Asie
- Avril : 
  - Les Köktürks et leurs vassaux Hephtalites sont battus par le général sassanide Bahram Chubin ; les Perses s'emparent de Balkh[1].
  - Le général byzantin Priscus, nommé commandant des troupes d'Orient pour remplacer Philippicus, arrive à Monocarton[2].
- 18 avril, Pâques.
- 20 avril[3] : mutinerie des troupes byzantines d’Orient[2], qui impayées, se débandent et pratiquent le brigandage et la maraude.
- Mai-juin : Priscus rentre à Constantinople et Philippicus est de nouveau nommé commandant des troupes d'Orient. La mutinerie continue et les soldats élisent Germanus comme leur chef[2].
- Été : Germanus défend Constantine d'Osroène attaquée par les Perses[2].
- Automne : victoire byzantine de Germanus sur les Perses près de Martyropolis[3].

### Europe
- Childebert II et sa mère Brunehilde envoient des ambassadeurs à Constantinople pour préparer avec l’empereur la guerre contre les Lombards au début de l'année. L’armée franque envoyée en Italie est vaincue et la paix est conclue en 589[4].
- Été : première campagne du général byzantin Priscus dans les Balkans. Les Avars prennent Anchialos et assiègent Priscus dans Tzouroulon[2].
- Automne : les Avars se retirent à Sirmium à la nouvelle d'une attaque turque et après avoir reçu de l'argent de l'empereur Maurice[2].

- Peste en Gaule (588-591)[5]. En Provence, l'épidémie emporte l'archevêque d'Arles Licerius (586-+588). Dysenterie dans le Bassin parisien.
- Invasion slave dans les Balkans (588-589)[2].

## Naissances en 588
- Éloi, évêque de Noyon, conseiller du roi franc Dagobert Ier.

## Décès en 588
- Licerius, archevêque d'Arles (586-588), de la peste.